# Filiberto Crespo Samper
Filiberto Crespo Samper (València, 6 de setembre de 1931 - 7 d'agost de 2004) fou un arquitecte i polític valencià, diputat a les Corts Valencianes per Unió Valenciana (UV) des de 1987 fins al 1999.

## Biografia
Fill de Filiberto Crespo i la primera Miss Espanya Pepita Samper. Filiberto Crespo fill fou degà del Col·legi d'Arquitectes de València i Múrcia en dues etapes, 1977-1979 i 1981-1985. També fou president de l'Ateneu Mercantil de València i candidat a la presidència de la Generalitat Valenciana per UV a les eleccions de 1987, aconseguint 183.541 vots i 6 diputats.
Amb Unió Valenciana fou elegit diputat a les eleccions a les Corts Valencianes de 1987, 1991 i 1995. Fou vicepresident de la Comissió de Sanitat i Consum, de la Comissió Especial d'estudi sobre la situació de la Sequera a la Comunitat Valenciana, de la Comissió Permanent no legislativa de Seguretat Nuclear i de la Comissió d'Obres Públiques i Transports i de la Comissió no permanent especial per a l'estudi dels riscs, prevenció i situacions d'emergència i les seues conseqüències a la Comunitat Valenciana, president de la Comissió de Medi Ambient i secretari de la Comissió d'investigació per a investigar les responsabilitats en els casos d'hepatitis C i la propagació d'aquesta malaltia de les Corts Valencianes.